# Martín Curuchet
Martín Curuchet (n. Mar del Plata, Argentina; 28 de mayo de 1988) es un futbolista argentino. Juega de defensor y actualmente está libre. Su último equipo fue Alvarado.

## Carrera

### Aldosivi
Curuchet debutó en Aldosivi, club donde realizó las divisiones inferiores, el 20 de junio de 2009 en la derrota 3-0 ante Unión de Santa Fe, ingresando a los 26 minutos del primer tiempo por el lesionado Darío Cajaravilla.

### Agropecuario
En 2010, el defensor quedó libre y, fue en 2012, cuando regresó a jugar en un equipo. Se convirtió en jugador de Agropecuario, recién ascendido al Torneo Argentino B. Durante su etapa en el Sojero, jugó un total de 26 partidos.

### Alvarado
Una buena campaña en el equipo de Carlos Casares, Alvarado contrató al marplatense de 25 años. En el Torito jugó apenas 9 encuentros, debutando el 16 de agosto de 2013 en la victoria por 1-0 sobre Estudiantes de San Luis. Ingresó a falta de 7 minutos del final por Ramiro González.

## Estadísticas

### Clubes
- Actualizado hasta el 9 de abril de 2014.

| Aldosivi Argentina | 2.ª                 | 2008-09             | 1  | 0 | - | - | - | - | 1  | 0 | 0,00 |
| Aldosivi Argentina | 2.ª                 | 2009-10             | 8  | 0 | - | - | - | - | 8  | 0 | 0,00 |
| Aldosivi Argentina | Total club          | Total club          | 9  | 0 | - | - | - | - | 9  | 0 | 0,00 |
| Agropecuario Argentina | 4.ª                 | 2012-13             | 22 | 0 | 4 | 0 | - | - | 26 | 0 | 0,00 |
| Agropecuario Argentina | Total club          | Total club          | 22 | 0 | 4 | 0 | - | - | 26 | 0 | 0,00 |
| Alvarado Argentina | 3.ª                 | 2013-14             | 9  | 0 | 1 | 0 | - | - | 10 | 0 | 0,00 |
| Alvarado Argentina | Total club          | Total club          | 9  | 0 | 1 | 0 | - | - | 10 | 0 | 0,00 |
| Total en su carrera | Total en su carrera | Total en su carrera | 40 | 0 | 5 | 0 | - | - | 45 | 0 | 0,00 |
| (1) Las copas nacionales se refiere a la Copa Argentina. (2) Las copas internacionales se refiere a la Copa Libertadores y a la Copa Sudamericana. (3) Media de goles por encuentro. No incluye goles en partidos amistosos. |                     |                     |    |   |   |   |   |   |    |   |      |